# Фиалка мотыльковая
Фиалка мотыльковая или фиалка сестринская (лат. Viola sororia) — вид двудольных растений рода Фиалка (Viola) семейства Фиалковые (Violaceae). Естественный ареал — восток Северной Америки.

## Ботаническое описание

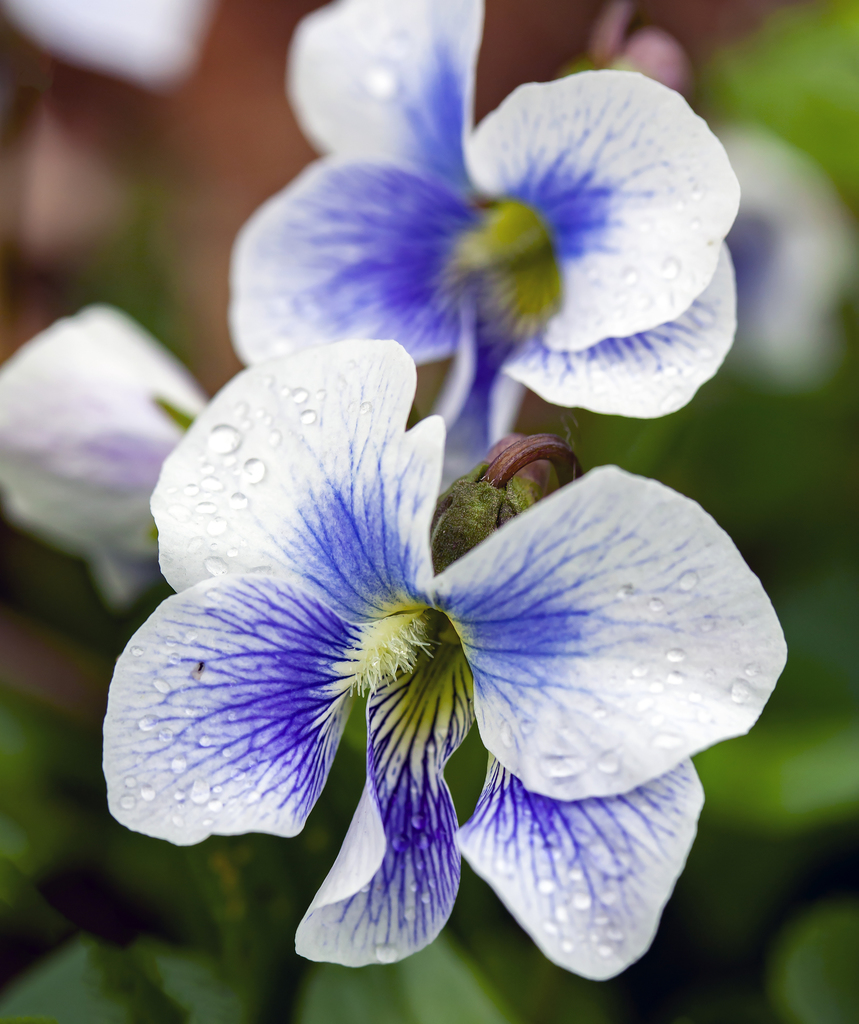
Вариант окраски

Короткостебельное травянистое многолетнее растение, шириной 15–25 см, произрастающее в хорошо дренированных и тенистых местах.
Листья глянцевые, сердцевидной формы.
Цветки пурпурные, с белым горлом. Viola sororia может иметь белый, голубой или фиолетовый окрас. Нижние три лепестка опушённые, стебель цветка слегка поникает.
Период цветения в Северном полушарии с апреля по август.

## Распространение и экология
Вид можно найти в лесах, зарослях, болотах и у русел ручьев. V. sororia может жить и размножаться более 10 лет.
Встречается преимущественно в лесах и является интерфертильной, то есть образует гибриды с другими близкородственными видами рода Viola. Вид растёт на лесной подстилке и может адаптироваться к солнечным или частично затенённым условиям. Листья развиваются ранней весной, когда кроны окружающих деревьев ещё не полностью сомкнуты. Когда полог леса смыкается, листья продолжают расти и развиваться. Почвы, предпочитает влажные, богатые и хорошо дренированные.
Гусеницы бабочек из трибы Argynnini зависят от этих и других растений рода Viola. Растения служат пищей для диких индеек, кроликов, оленей, домашнего скота, плачущей горлицы и Peromyscus leucopus.
Местные пчелы, специализирующаяся на фиалках, опыляют растение для получения нектара весной. Известно, что бабочки также опыляют этот вид. Опылённые цветы приводят к нормальному распространению семян, как у большинства цветковых растений; однако Viola sororia производит семена в конце лета в результате процесса, называемого клейстогамией. Это означает, что семена самооплодотворяются внутри растения, не раскрываясь. Капсулы с семенами в конце концов становятся вертикальными, раскрываются и выбрасывают семена на расстояние до 2,7 метра от растения.
Фиалки используют мирмекохорию — процесс рассеивания семян муравьями. Семена покрыты привлекающими муравьев богатыми белками и липидами морсами, известными также как элайосомы. Затем муравьи собирают семена и уносят их в муравейник. Когда оболочка съедается муравьями, семена выбрасываются в их мусорные кучи и могут впоследствии прорасти. У V. sororia нет известных токсических свойств. Малоустойчива к огню и не имеет серьезных проблем с насекомыми и болезнями. Листва обычно опадает в засушливые периоды.

## Использование
Используется как декоративное садовое растение для украшения пешеходных дорожек и парковых зон. Используется как дикорастущий цветок на газонах, хотя некоторые считают Viola sororia сорняком, несмотря на то, что она является ресурсом для насекомых-опылителей.
Богата витаминами А и С. Молодые листья и цветочные бутоны можно есть сырыми или приготовленными, а также заваривать в виде чая. Растение может использоваться как противовоспалительное средство и используется для лечения кожных заболеваний.

## Токсичность
Листья и цветы Viola sororia съедобны в умеренных количествах и безопасны для домашних животных.

## Культурное значение
V. sororia является символом штатов Иллинойс, Род-Айленд, Нью-Джерси и Висконсин.